# Kościół św. Karola Boromeusza w Białymstoku
Kościół świętego Karola Boromeusza w Białymstoku – rzymskokatolicki kościół parafialny należący do parafii pod tym samym wezwaniem (dekanat Białystok – Śródmieście archidiecezji białostockiej).
Projekt świątyni został wykonany w 1999 roku przez inżyniera architekta Michała Bałasza i inżyniera architekta Piotra Pytasza. Budowa rozpoczęła się w 2001 roku, natomiast kamień węgielny, poświęcony przez papieża Benedykta XVI, został wmurowany w dniu 10 czerwca 2007 roku przez arcybiskupa Edwarda Ozorowskiego. Kościół wybudowany na elipsoidalnym planie centralnym z kopułą nad nawą i wieżami nawiązuje do form renesansowo-barokowych z elementami zapożyczonymi z secesji. W 2013 roku została zakończona budowa murów świątyni i rozpoczęto pracę przy konstrukcjach dachowych kopuły i wież kościoła. Tak zaprojektowana i konsekwentnie realizowana świątynia jest wotum wdzięczności archidiecezji białostockiej za lata pontyfikatu Ojca Świętego Jana Pawła II. Przekazany został do niej krzyż, zwany "papieskim", który peregrynował po parafiach archidiecezji w czasie przygotowania do Wielkiego Jubileuszu Roku 2000.